# Pycnoscelus schwendingeri
Pycnoscelus schwendingeri es una especie de cucarachas del género Pycnoscelus, familia Blaberidae.

## Historia
Fue descrito por primera vez en 2018 por Anisyutkin.